# Remo Albertini
Remo Albertini (Borgo Sacco, 17 settembre 1920 – Rovereto, 15 settembre 2005) è stato un politico italiano, presidente della Provincia autonoma di Trento dal 1952 al 1956 e Presidente del Consiglio regionale del Trentino-Alto Adige dal 1956 al 1958 e dal 1960 1962.

## Biografia
Remo Albertini fu negli anni del secondo dopoguerra un esponente ed un amministratore della Democrazia Cristiana trentina che tuttavia diede il meglio di sé in campo pedagogico. Quale politico fu infatti una figura assai discussa e controversa. Eletto presidente della Provincia autonoma di Trento nel 1952, entrò presto in conflitto con i vertici democristiani rappresentati al tempo dal potente Flaminio Piccoli e dal presidente della Regione Tullio Odorizzi. L'Albertini di conseguenza non fu ricandidato nella legislatura successiva e relegato alla presidenza del consiglio regionale. Ne nacque un interminabile conflitto interno alla D.C. che vide l'Albertini, quale animatore di una propria corrente ispirata alla sinistra nazionale di Amintore Fanfani, contrapposto ai cosiddetti Dorotei imperanti in Trentino. Dal 1962 al 1968, fu poi nominato Assessore regionale all'Industria, Commercio, Turismo e Miniere. Terminata la sua esperienza da Consigliere regionale nel 1968, diventò nel 1970 Presidente dell'Istituto del Medio Credito del Trentino-Alto Adige. Tra il 1956 ed il 1962, ricoprì per due volte il ruolo di Presidente del Consiglio regionale.
Remo Albertini già sindaco di Terragnolo dal 1946 al 1950, fu eletto vicesindaco di Rovereto e presidente dell'Azienda Elettrica Municipalizzata dal 1950 al 1952. Il 2 giugno 1955 ricevette l'onorificenza di Commendatore conferita dal Presidente della Repubblica Giovanni Gronchi. Ebbe le presidenze della scuola professionale femminile "Armida Barelli" e della Scuola Metalmeccanici, fondate per iniziativa del primo sindaco di Rovereto nel dopoguerra, l'ing. Giuseppe Veronesi, al quale quest'ultimo Istituto oggi appunto s'intitola. Per parte sua Remo Albertini fu presidente dell'Ente Comunale di Assistenza e dell'Ospedale Civile, cariche nelle quali fu sostituito rispettivamente dal notaio Paolo Dalrì e dal notaio Luciano Munari sotto la presidenza del quale si realizzò la costruzione del nuovo nosocomio di Santa Maria.
Nel 1974 abbandona ogni carica e si allontana dalla politica attiva perché accusato di concorso in bancarotta fraudolenta. Verrà assolto nel 1978.
Ha collaborato con varie testate locali (I quattro vicariati, Il comun comunale, Il campanò, L'Adige, Alto Adige) e ha ricoperto il ruolo di direttore responsabile e redazionale di Folgaria allo specchio pubblicato sull'altipiano dal 1984 al 1991.
È morto il 15 settembre 2005 a 84 anni dopo che il mese precedente era stato colpito da un collasso.